# Acrotona parens
Acrotona parens är en skalbaggsart som först beskrevs av Étienne Mulsant och Claudius Rey 1852.  Acrotona parens ingår i släktet Acrotona, och familjen kortvingar. Arten är reproducerande i Sverige.